# Rafik Halliche
Rafik Halliche (arabisch رفيق حليش, DMG Rafīq Ḥallīš; * 2. September 1986 in Algier) ist ein ehemaliger algerischer Fußballspieler.

## Karriere

### In Vereinen
Halliche begann seine Profikarriere beim algerischen Erstligist NA Hussein Dey, ehe er im Januar 2008 nach Europa wechselte.
Der Innenverteidiger unterschrieb einen Vertrag bei Benfica Lissabon, von welchen er daraufhin an Nacional Funchal verliehen wurde. Sein Debüt in der höchsten portugiesischen Spielklasse gab der Innenverteidiger am 30. März 2008 gegen União Leiria. Das Spiel endete 2:0. 2008/09 kam er auf 15 Einsätze bei Nacional, wobei sich der Verein für die Europa League qualifizieren konnte. Sein Debüt auf europäischer Klubebene gab der Algerier in der darauffolgenden Saison am 27. August 2009 im Rückspiel der Qualifikation zur Europa League gegen Zenit St. Petersburg. Er wurde zur Halbzeit für Nuno Pinto ausgewechselt. Weiters spielte er in fünf Gruppenspielen und erzielte gegen Werder Bremen einen Treffer. In der Meisterschaft wurde der Verein Siebenter.
Am 23. August 2010 wechselte Halliche für 2,5 Millionen Euro zum FC Fulham. Hier spielte er zwei Jahre und ging dann zurück nach Portugal und schloss sich Académica de Coimbra an. Von 2014 bis 2017 war er für den Qatar SC aktiv. Dann folgten Engagements bei GD Estoril Praia und bei Moreirense FC. 2020 beendete er seine Karriere.

### In der Nationalmannschaft
Er nahm am Afrika-Cup 2010 in Angola teil. Der Innenverteidiger spielte in allen drei Gruppenspielen und erzielte im Spiel gegen Mali einen Treffer. Algerien scheiterte im Halbfinale am späteren Sieger Ägypten. Halliche wurde bei der 0:4-Niederlage mit einer gelb-roten Karte des Feldes verwiesen.
Außerdem stand er im Kader der Algerier für die Fußball-Weltmeisterschaft 2010 in Südafrika, wo er alle drei Spiele bestritt, ehe er mit seinem Team als Tabellenletzter die Heimreise antreten musste.
2019 gewann er mit der Mannschaft die Afrikameisterschaft, wobei er in einer Gruppenpartie zum Einsatz kam.

## Erfolge
- Afrikameister: 2019